# 長野県道82号別所丸子線
長野県道82号別所丸子線（ながのけんどう82ごう べっしょまるこせん）は、長野県上田市の塩田町と丸子町地区を結ぶ県道（主要地方道）である。

## 概要
長野県上田市塩田町の別所温泉と丸子町地区を結ぶ。

### 路線データ
- 起点：上田市塩田町別所温泉
- 終点：上田市丸子町中丸子（中丸子寿町交差点、国道152号交点）

## 歴史
- 1959年（昭和34年）8月1日：別所丸子線の認定。
- 1993年（平成5年）5月11日：建設省から、県道別所丸子線・県道南原長瀬線の一部が別所丸子線として主要地方道に指定される[1]。
- 1994年（平成6年）4月1日：別所丸子線の認定変更。
- 2020年（令和2年）3月19日：柳沢バイパスが開通[2]。

## 路線状況

### 重複区間
- 長野県道177号鹿教湯別所上田線（上田市塩田町別所温泉）
- 長野県道65号上田丸子線（上田市塩田町古安曽）

## 地理

### 通過する自治体
- 上田市

### 交差する道路
- 長野県道177号鹿教湯別所上田線（上田市塩田町別所温泉）
- 長野県道177号鹿教湯別所上田線（上田市塩田町別所温泉）
- 長野県道65号上田丸子線（上田市塩田町古安曽）
- 長野県道65号上田丸子線（上田市塩田町古安曽）
- 長野県道169号南原長瀬線（上田市生田・北原交差点）
- 国道152号（上田市中丸子・中丸子寿町交差点、終点）

### 沿線にある施設など
- 別所温泉
- 上田市立塩田西小学校
- 西塩田郵便局
- 中禅寺
- デッサン館
- 前山寺
- 無言館